# Jacques Charles François Sturm

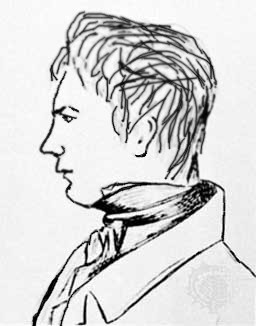
Charles Sturm

Jacques Charles François Sturm (ur. 29 września 1803 w Genewie, zm. 15 grudnia 1855 w Paryżu) – francuski matematyk i fizyk pochodzenia szwajcarskiego. Profesor École polytechnique w Paryżu, członek Francuskiej Akademii Nauk i Towarzystwa Królewskiego w Londynie. Laureat Medalu Copleya (1840).
Sturm prowadził prace z algebry, geometrii rzutowej, geometrii różniczkowej, równań różniczkowych drugiego rzędu oraz optyki.
Z Colladonem w 1826 roku opisał ściśliwość cieczy oraz podał wzór określający prędkość rozchodzenia się fali dźwiękowej w wodzie.

## Upamiętnienie
Jego nazwisko pojawiło się na liście 72 nazwisk na wieży Eiffla, jako jednego z dwóch (obok Josepha Lagrange’a) wyróżnionych tam nie-Francuzów (z urodzenia lub pochodzenia).